# Un canyon tout en or
Un canyon tout en or (titre original : All Gold Canyon) est une nouvelle américaine de Jack London publiée aux États-Unis en 1906.

## Historique
La nouvelle est publiée initialement dans The Century Magazine  en novembre 1905, avant d'être reprise dans le recueil Moon-Face & Others Stories en septembre 1906.

## Résumé
Dans un canyon perdu, Bill, l'orpailleur, a enfin trouvé un riche filon. « Ici, c'est "cent pour cent or". Et moi, je baptise ce canyon "le canyon tout en or", crévin-dieu ! »

Perdu ce canyon ?...

## Éditions

### Éditions en anglais
- All Gold Canyon, dans The Century Magazine , novembre 1905.
- All Gold Canyon, dans le recueil Moon-Face & Others Stories, un volume chez  The Macmillan Co, New York, septembre 1906

### Traductions en français
- Le Val Tout-en-Or, traduit par Louis Postif, in Gringoire, 1937.
- Le Canyon en or massif, traduit par Gérard Militon, in Le Canyon en or massif, recueil, Larousse, 1989.
- Un Canyon tout en or, traduit par Clara Mallier, Gallimard, 2016[2].

## Sources
- « Bibliographie de Jack London », sur jack-london.fr (consulté le 2 juin 2024)